# Епархия Цанена
Епархия Цанена (лат. Dioecesis Tzaneensis) — епархия Римско-Католической церкви с центром в городе Цанен, ЮАР. Епархия Цанена входит в митрополию Претории.

## История
27 декабря 1962 года Римский папа Иоанн XXIII издал буллу «Christi mandatum», которой учредил апостольскую префектуру Луи-Тришара, выделив её из территориального аббатства Питсбурга (сегодня — Епархия Полокване).
16 ноября 1972 года Римский папа Павел VI издал буллу «Christi iussum», которой преобразовал апостольскую префектуру Луи-Тришара в епархию Луи-Тришара-Цанена.
18 июля 1987 года епархия Луи-Тришара-Цанена была переименована в епархию Цанена.

## Ординарии епархии
- епископ John Thomas Durkin M.S.C.[1] (15.02.1963 — 22.06.1984);
- епископ Hugh Patrick Slattery M.S.C. (22.06.1984 — 28.01.2010);
- епископ João Noé Rodrigues (28.01.2010 — по настоящее время).

## Источник
- Annuario Pontificio, Libreria Editrice Vaticana, Città del Vaticano, 2003, ISBN 88-209-7422-3
- Булла Christi mandatum, AAS 55 (1963), стр. 943  (лат.)
- Булла Christi iussum, AAS 65 (1973), стр. 120  (лат.)